# 福祉従事者
福祉従事者（ふくしじゅうじしゃ）は、福祉業務に従事する者を指す。福祉職とも呼ぶ。

## 概要
児童福祉施設、自立支援施設、高齢者福祉施設、障害者福祉施設などに勤務、または外部から参加している者が多い。福祉従事者の業務は、対象者の生命・身体・精神・生活の基盤に関わるものであるため、他職種に比しても特に高い専門性が要求される。従って、採用に当たっては資格を所有し、高度な専門性を担保していることが求められることがある。また、公務員採用の場合は、特定の業務につくに当たって任用資格を必要とすることがある。

## 職種
公務員任用資格
- 児童福祉司
- 心理判定員
- 社会福祉主事

社会福祉・介護福祉
- 社会福祉士
- 介護福祉士

精神保健福祉、心理援助
- 精神保健福祉士
- 臨床心理士
- 臨床発達心理士

児童福祉
- 保育士

介護
- 介護支援専門員（ケアマネジャー）
- 訪問介護員（ホームヘルパー）
- 移動介護従業者（ガイドヘルパー）
- 福祉用具専門相談員

障害者自立支援
- 居宅介護従業者
- 重度訪問介護従業者
- 行動援護従業者

手話通訳
- 手話通訳士

障害者雇用
- 障害者職業生活相談員

調理、船内調理
- 調理師
- 製菓衛生師
- 船舶料理士
- ふぐ調理師

食品衛生
- 食品衛生管理者
- 食品衛生監視員
- 食品衛生責任者

食鳥処理、飼料製造
- 食鳥処理衛生管理者
- 飼料製造管理者

理容、美容
- 理容師
- 美容師

クリーニング
- クリーニング師

浄化槽
- 浄化槽管理士
- 浄化槽設備士